# Tanújidas
Los tanújidas (en árabe: التنوخيون‎) o Banū Tanūḫ fueron una confederación de tribus, que en ocasiones fueron relacionados con los sarracenos. Se hicieron conocidos por primera vez en el norte de Arabia y el sur de Siria en el siglo II d. C. Se han encontrado inscripciones lájmidas y tanújidas en Umm el-Jimal en Jordania y Namara en Siria. Con el tiempo, la confederación tanújida fue absorbida en gran medida por otras grandes tribus como los Azd y los Quda'a. Su base principal durante la época de su gobernante más reconocida, la reina Mavia, estaba en Alepo. Durante los siglos VIII y IX respectivamente, los bastiones de los tanújidas fueron las ciudadelas de Qinnasrin y Maarat an-Numan.

## Historia
A fines del siglo II, la tribu Azd, del sur de Arabia, emigró hacia al-Hasa, donde estaban asentados los tanújidas. Los azdís se aliaron con los tanújidas, pasando a formar parte de la confederación.[cita requerida] Los dos jeques –líderes tribales– cedieron el gobierno a Malik ibn Fahm (196-231), quien los llevó a lo que ahora es Irak y Siria, y después de guerras con otras tribus del área, logra controlar toda Jordania y partes de Irak, le sucedió su hermano Amr ibn Fahm, quien reinó durante un breve período, y después de él reinó Jadhima ibn Malik (233-268). Después de la muerte de Jadhima, fue sucedido por el hijo de su hermana Amr ibn Adi, un lájmida, porque Jadhima no tenía hijos, estableciendo así la dinastía lájmida. Otros tanújidas se establecieron en Siria.[cita requerida] Las leyendas árabes afirman que Amr ibn Adi fue el único vencedor en la guerra contra el Imperio de Palmira de la reina Zenobia, pero estos mitos «son probablemente una amalgama de realidad y ficción». Está claro, sin embargo, que los tanújidas jugaron un papel fundamental en la derrota de las fuerzas palmirenas por el emperador Aureliano.
En el siglo IV d. C., los tanújidas se convirtieron en la primera tribu árabe en servir como foederati (aliados) en el Imperio romano de Oriente. Su territorio se extendía desde Siria en el norte hasta el golfo de Áqaba, áreas a las que habían emigrado desde el sur de Arabia después del ascenso de la influencia sasánida en Yemen un siglo atrás. Se informa que se han dedicado al cristianismo, al apóstol Tomás y al monacato, muchos monasterios cristianos estaban asociados con la tribu. En 378, la reina Mavia se levantó en armas contra el emperador Valente del Imperio romano de Oriente. Se llegó a una tregua, la cual fue respetada durante un tiempo, llegándose a enviar un destacamento de caballería en respuesta a las solicitudes romanas de asistencia para evitar un ataque de las tribus cerca del río Danubio: los godos. La alianza se derrumbó bajo Teodosio I el Grande, y los tanújidas volvieron a rebelarse contra el dominio romano.
Los tanújidas fueron cristianizados en los siglos III o IV, probablemente mientras se encontraban en la mitad oriental del Creciente Fértil, y en el siglo IV se describió que tenían un «celo fanático por el cristianismo» y para el siglo VI eran considerados «soldados cristianos fanaticos». En el siglo VII, durante la conquista musulmana de Siria y Palestina, los tanújidas lucharon con los romanos contra los musulmanes, incluida la batalla de Yarmuk. Tras la batalla de Yarmuk, culmina su condición como foederati. Fueron descritos como una «comunidad cristiana autónoma en Bilad al-Sham» hasta el reinado del califa abasí al-Mahdi (r. 775–785), después de lo cual aparecen como musulmanes. Se cree que al-Mahdi les obligó a convertirse al islam.
En el siglo XI, los tanújidas del Monte del Líbano inauguraron la comunidad drusa en el Líbano, cuando la mayoría de ellos aceptaron y adoptaron el nuevo mensaje, debido a los estrechos vínculos de su liderazgo con el entonces califa fatimí al-Hákim bi-Amrillah. En el siglo XIV, las partes centrales del Monte Líbano se describieron como un bastión tanújida, que albergaba a musulmanes drusos y chiitas. Los miembros de los tanújidas en la cordillera del Líbano incluyen a al-Sayyid al-Tanukhi, un destacado teólogo y comentarista druso del siglo XV; y Muhammad bin al-Muwaffaq al-Tanukhi, emir y musulmán chiita que vivió en el siglo XIII.